# Josep Egozcue i Cuixart
Josep Egozcue i Cuixart (Puigcerdà o Barcelona 24 d'octubre de 1940 - 7 de febrer de 2006) fou un metge català, considerat un dels pioners en la investigació de tècniques de reproducció assitida a Espanya que van permetre la fecundació in vitro. També ha estat un dels introductors a Catalunya de la citogenètica i una autoritat científica en el camp de l'evolució cromosòmica, de la citogenètica del càncer, de la biologia de la reproducció i en bioètica. Va morir d'un càncer d'esòfag.

## Currículum
El 1964 es llicencià en medicina i cirurgia per la Universitat de Barcelona i s'especialitzà en biologia cel·lular. Aleshores marxà a treballar al Regional Primate Research Centre a Beaverton (Oregon, Estats Units), on s'interessà per la citogenètica. Tornà a Barcelona i el 1969 es doctorà amb la tesi Anomalias celulares y cromosómicas in vivo e in vitro producidas por drogas alucinógenas.
El 1970 fou nomenat catedràtic de Biologia Cel·lular de la Universitat Autònoma de Barcelona, de la que en fou secretari general i vicerector de Relacions exteriors i campus amb l'equip del rector Ramon Pascual. Dirigí el grup de citogenètica de l'Institut de Biotecnologia i Biomedicina "Vicent Villar Palasí" (IBB). També va dirigir el Departament de Citogenètica de l'Institut d'Investigacions Citològiques de València.
Ha estat membre fundador i vicepresident (1973-75) de l'Asociación Española de Genética Humana, membre fundador i vicepresident (1981-83) de l'Asociación Española de Andrología, Membre fundador i president (1995-97) de l'European Society of Human Reproduction and Embryology (ESHRE).
Fora del món acadèmic, ha estat president de la Comissió d'Ètica en l'Experimentació Animal i Humana de la Universitat Autònoma de Barcelona (1997-1998), membre de la Xarxa Temàtica de Bioètica de la Generalitat de Catalunya,. També ha estat assessor de la Comissió Especial del Congrés dels Diputats sobre fertilització artificial, i sobre reproducció assistida del Consell d'Europa i del Ministeri de Sanitat (1988). Com a membre de la Junta Directiva de l'Observatori de Bioètica i Dret del Parc Científic de Barcelona va coordinar els documents La investigació amb embrions (2000), La donació d'oòcits (2001), Cèl·lules mares embrionàries (2001), La selecció del sexe (2003), i intervingué en la redacció de Sobre la disposició de la
pròpia vida en determinats supòsits: declaració sobre l'eutanàsia (2003).
El 1984 va rebre la Medalla Narcís Monturiol, el 1996 el Premi de la Fundació Catalana per a la Recerca ex aequo amb Antoni Maria Badia i Margarit i el 1997 la Medalla d'Or de l'Institut Universitari Dexeus. El 1999 va ingressar a la Reial Acadèmia de Ciències i Arts de Barcelona i a l'Acadèmia de Ciències Mèdiques de Catalunya i Balears. El 1992 fou admès com a membre numerari de numerari de la Secció de Ciències Biològiques de l'Institut d'Estudis Catalans, de la que en fou vicepresident (1993-1998) i posteriorment tresorer de l'IEC (1998-2002). També ha estat membre de la Societat Catalana de Biologia. El 2000 va ser nomenat Cerdà de l'Any. El 2016 el Grup de Recerca de Cerdanya, va instaurar el Premi Josep Egozcue a un investigador lligat a la Cerdanya que s'hagi exelit en activitats científiques. Aquest premi és anual.

## Obres
- Técnicas en citogenética (1971)

## Llegat
El llegat cedit pel Departament de Biologia Cel·lular, Fisiologia i Immunologia a la Biblioteca de Ciència i Tecnologia de la Universitat Autònoma de Barcelona inclou la col·lecció de separates d'articles dels grups de recerca vinculats al Dr. Egozcue, així com fons bibliogràfic. Un total de 735 separates i monografies.